# Bell County (Kentucky)
Bell County ist ein County im US-Bundesstaat Kentucky. Der Verwaltungssitz (County Seat) ist Pineville. Das U.S. Census Bureau hat bei der Volkszählung 2020 eine Einwohnerzahl von 24.097 ermittelt.
Die größte Stadt ist Middlesboro. Das County gehört zu den Dry Countys, was bedeutet, dass der Verkauf von Alkohol eingeschränkt oder verboten ist.

## Geographie
Das County liegt im Südosten von Kentucky, grenzt im Süden an Tennessee, im Südosten an Virginia und hat eine Fläche von 936 Quadratkilometern, wovon zwei Quadratkilometer Wasserfläche sind. Es grenzt im Uhrzeigersinn an folgende Countys: Clay County, Leslie County, Harlan County, Whitley County und Knox County. Mit dem Pine Mountain State Resort Park und dem Cumberland Gap National Historical Park befinden sich zwei Schutzgebiete in Bell County.

## Geschichte
Bell County wurde am 28. Februar 1867 aus Teilen des Harlan County und des Knox County gebildet. Benannt wurde es nach Joshua Fry Bell, einem Anwalt und Mitglied im US-Kongress. Das Gerichtsgebäude wurde dreimal zerstört. 1914 und 1918 jeweils durch ein Feuer und 1976 durch Überschwemmung. Die eingelagerten Dokumente wurden ebenfalls zerstört.
9 Bauwerke und Stätten des Countys sind im National Register of Historic Places eingetragen (Stand 6. September 2017).

## Demografische Daten

Alterspyramide des Bell County

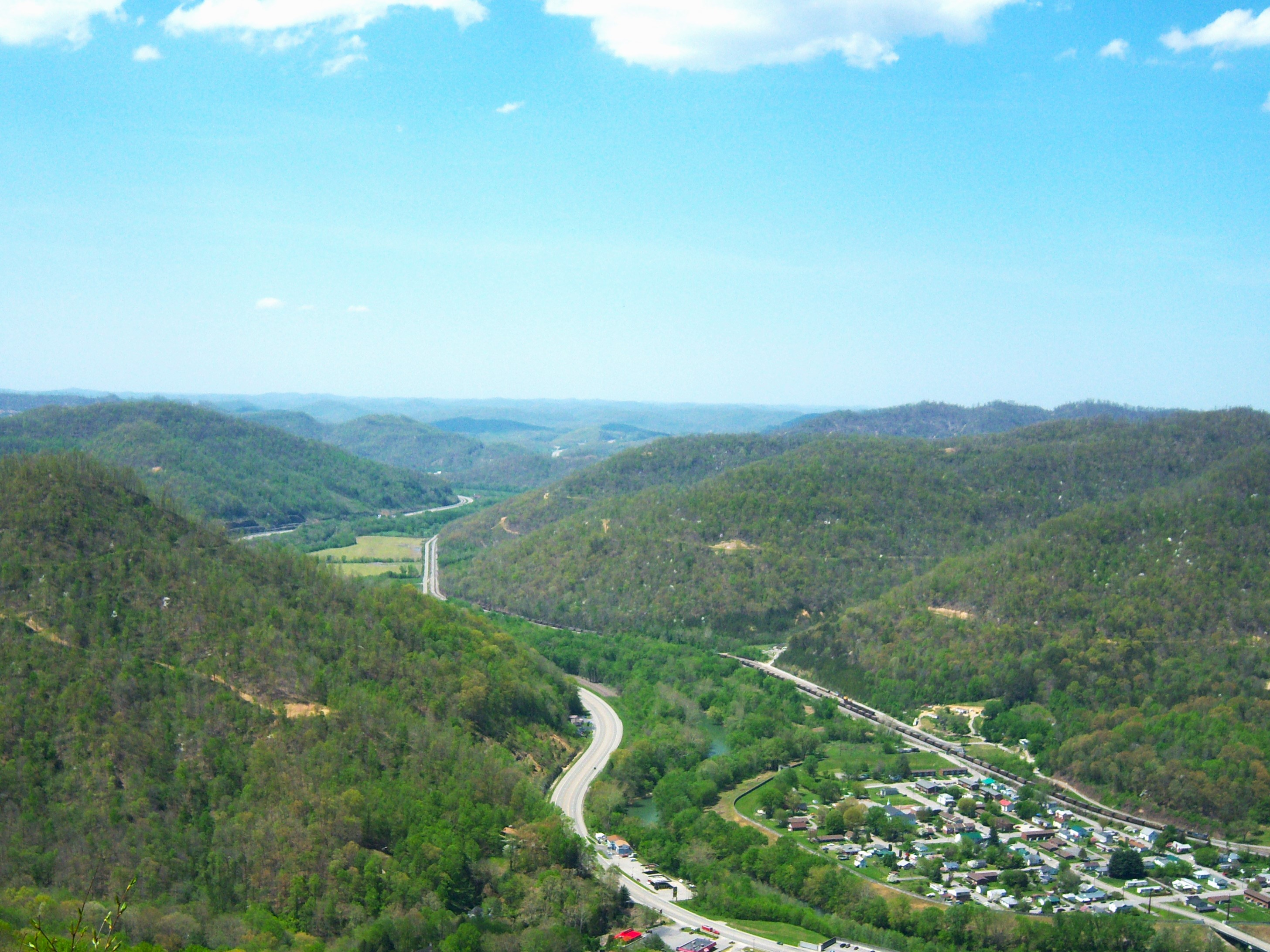
Weitblick auf den Pine Mountain State Resort Park

Nach der Volkszählung im Jahr 2000 lebten im Bell County 30.060 Menschen in 12.004 Haushalten und 8.522 Familien. Die Bevölkerungsdichte betrug 32 Einwohner pro Quadratkilometer. Ethnisch betrachtet setzte sich die Bevölkerung zusammen aus 96,02 Prozent Weißen, 2,40 Prozent Afroamerikanern, 0,25 Prozent amerikanischen Ureinwohnern, 0,35 Prozent Asiaten, 0,03 Prozent Bewohnern aus dem pazifischen Inselraum und 0,12 Prozent aus anderen ethnischen Gruppen; 0,83 Prozent stammten von zwei oder mehr Ethnien ab. 0,65 Prozent der Bevölkerung waren spanischer oder lateinamerikanischer Abstammung.
Von den 12.004 Haushalten hatten 31,9 Prozent Kinder und Jugendliche unter 18 Jahre, die bei ihnen lebten. 51,0 Prozent waren verheiratete, zusammenlebende Paare, 15,7 Prozent waren allein erziehende Mütter, 29,0 Prozent waren keine Familien, 26,8 Prozent waren Singlehaushalte und in 11,4 Prozent lebten Menschen im Alter von 65 Jahren oder darüber. Die Durchschnittshaushaltsgröße betrug 2,44 und die durchschnittliche Familiengröße lag bei 2,95 Personen.
Auf das gesamte County bezogen setzte sich die Bevölkerung zusammen aus 24,4 Prozent Einwohnern unter 18 Jahren, 9,0 Prozent zwischen 18 und 24 Jahren, 28,7 Prozent zwischen 25 und 44 Jahren, 24,2 Prozent zwischen 45 und 64 Jahren und 13,7 Prozent waren 65 Jahre alt oder darüber. Das Durchschnittsalter betrug 37 Jahre. Auf 100 weibliche Personen kamen 91,6 männliche Personen. Auf 100 Frauen im Alter von 18 Jahren alt oder darüber kamen statistisch 88,0 Männer.
Das jährliche Durchschnittseinkommen eines Haushalts betrug 19.057 USD, das Durchschnittseinkommen der Familien betrug 23.818 USD. Männer hatten ein Durchschnittseinkommen von 24.521 USD, Frauen 19.975 USD. Das Prokopfeinkommen betrug 11.526 USD. 26,7 Prozent der Familien und 31,1 Prozent der Bevölkerung lebten unterhalb der Armutsgrenze. Davon waren 42,0 Prozent Kinder oder Jugendliche unter 18 Jahre und 21,8 Prozent waren Menschen über 65 Jahre.

## Orte im County
- Arjay
- Balkan
- Beverly
- Binghamtown
- Black Snake
- Blackmont
- Blanche
- Callaway
- Calvin
- Capito
- Cardinal
- Cary
- Chenoa
- Clear Creek Springs
- Colmar
- Cubage
- Davisburg
- Dorton Branch
- East Pineville
- Edgewood
- Ferndale
- Field
- Fonde
- Fourmile
- Frakes
- Garmeada
- Harbell
- Hutch
- Ingram
- Ivy Grove
- Jenson
- Kettle Island
- Laurel Ford
- Meldrum
- Middlesboro
- Miracle
- Noetown
- Oaks
- Olcott
- Pearl
- Pineville
- Ponza
- Premier
- Pruden
- Rella
- Stoney Fork
- Stony Fork Junction
- Straight Creek
- Timsley
- Tuggleville
- Varilla
- Wallsend
- Wasioto
- Yellow Creek